# Thalassarachna princeps
Thalassarachna princeps is een mijtensoort uit de familie van de Halacaridae. De wetenschappelijke naam van de soort is voor het eerst geldig gepubliceerd in 1902 door Édouard Louis Trouessart.